# Emma Fitting
Emma Élisabeth Fitting-Ramel (Le Sentier, 21 november 1900 - 1986) was een Zwitserse schermster. Zij nam deel aan de Olympische Zomerspelen van 1924.

## Belangrijkste resultaten

### Olympische Zomerspelen
| Jaar | Plaats | Discipline | Onderdeel  | Resultaat                           |
| ---- | ------ | ---------- | ---------- | ----------------------------------- |
| 1924 | Parijs | schermen   | floret (v) | vijfde (halve finale; tweede reeks) |